# Хипий (тиран)
Хипий (на старогръцки: Ἱππίας, Hippias † 490 пр.н.е.) е от 527 до 510 пр.н.е. тиран на Атина.
Братята Хипий и Хипарх поемат след смъртта на баща им Пизистрат управлението на Атина като тирани. През 514 пр.н.е. Хипарх е убит. Хипий поема ръководството след убийството на брат му.
С помощта на Спарта Клистен, начело на Алкмеонидите, сваля Хипий. Той бяга на Акрополис и договаря своето свободно излизане от Атина. Хипий се заселва в Сигеион, където управлява под персийско владение. Той служи като съветник на персийците в Битката при Маратон.